# FANKS "FANTASY" DYNA-MIX
『FANKS "FANTASY" DYNA-MIX』（ファンクス・ファンタジー・ダイナミックス）は、日本の音楽ユニットTM NETWORKが1986年12月1日にリリースした映像作品。VHS、LDの2規格でリリースされており、2005年3月9日にはDVDで再リリースされている。

## メンバー
- 小室哲哉：キーボード
- 宇都宮隆：ボーカル
- 木根尚登：ギター

## サポートメンバー
- 松本孝弘：ギター
- 西村麻聡：ベース
- 山田亘：ドラムス
- 白田朗：キーボード

## 解説
1986年8月23日よみうりランドEASTにて行われた『TM NETWORK FANKS "FANTASY" DYNA-MIX』ライブ及び、1986年7月17日、7月18日中野サンプラザホールにて行われた『TM NETWORK TOUR '86 FANKS DYNA☆MIX』ライブ模様をそれぞれ収録している。

## 収録曲
全編曲：小室哲哉
1. OVER THE RAINBOW
  - 作曲：ハロルド・アーレン（Harold Arlen）
2. ALL-RIGHT ALL-NIGHT (NO TEARS NO BLOOD)
  - 作詞：小室みつ子　作曲：小室哲哉
  - ライブ音源ではなく、CD版と同じ音源である。
3. FAIRE LA VISE
  - 作詞・作曲：小室哲哉
4. RAINBOW RAINBOW
  - 作詞：西門加里　作曲：小室哲哉
5. 雨に誓って ～SAINT RAIN～
  - 作詞：西門加里　作曲：小室哲哉・木根尚登
  - この曲からはライブツアー『TM NETWORK TOUR '86 FANKS DYNA☆MIX』の中野サンプラザホール公演からの映像となる。
6. ACCIDENT
  - 作詞：松井五郎　作曲：小室哲哉
7. DRAGON THE FESTIVAL
  - 作詞・作曲：小室哲哉
  - この曲の中盤までがライブツアー『TM NETWORK TOUR '86 FANKS DYNA☆MIX』の中野サンプラザホール公演からの映像、以降は『TM NETWORK FANKS "FANTASY" DYNA-MIX』からの映像に戻る。
8. GIVE YOU A BEAT
  - 作詞・作曲：小室哲哉・木根尚登
9. NERVOUS
  - 作詞：川村真澄　作曲：小室哲哉
10. COME ON LET'S DANCE
  - 作詞：神沢礼江　作曲：小室哲哉
11. YOU CAN DANCE
  - 作詞：西門加里　作曲：小室哲哉
12. ELECTRIC PROPHET
  - 作詞：小室哲哉　作曲：小室哲哉・木根尚登
13. OVER THE RAINBOW
  - 作曲：ハロルド・アーレン（Harold Arlen）